# Cyphonistes latiusculus
Cyphonistes latiusculus är en skalbaggsart som beskrevs av Leon Fairmaire 1887. Cyphonistes latiusculus ingår i släktet Cyphonistes och familjen Dynastidae. Inga underarter finns listade i Catalogue of Life.